# Belisana khieo
Belisana khieo là một loài nhện trong họ Pholcidae. Loài này được phát hiện ở Thái Lan.